# Steve Ditko
Stephen J. Ditko, também conhecido como Steve Ditko (Johnstown, Pensilvânia, 2 de novembro de 1927 — 29 de junho de 2018), foi um desenhista e roteirista norte-americano que, em 10 de agosto de 1962, ao lado do editor e roteirista Stan Lee, criou o Homem-Aranha, o Doutor Estranho e a maioria dos coadjuvantes e vilões clássicos do Cabeça de Teia; se destacam Camaleão, Doutor Octopus, Duende Verde, Electro, Abutre, Mystério e Kraven, o Caçador.
Em 1966, Steve Ditko ingressou na antiga Charlton Comics e continuou a criar personagens que se tornariam famosos, como o Capitão Átomo e o Questão, com os direitos atualmente adquiridos pela DC Comics.
Na década de 1950, Ditko cursou desenho na Cartoonists and Illustrators School, em Nova York, e ilustrava revistas de terror e suspense — as narrativas eram adequadas ao seu estilo de criação.
Em 1968, criou o personagem Rastejante (The Creeper), além de Rapina e Columba (Hawk and Dove), para a DC. Na década de 1960, criou histórias para Charlton Comics, onde desenhava o Capitão Átomo e o Besouro Azul e, a partir de 1967, criou o herói mascarado Questão. Mais tarde, a Charlton seria comprada pela DC Comics.

## Vida
Stephen John Ditko nasceu em 2 de novembro de 1927 em Johnstown, Pensilvânia, filho de americanos de primeira geração da descendência eslovaca. Seu pai, Stephen Ditko, era um talentoso mestre carpinteiro em uma usina siderúrgica, e sua mãe, Anna, era uma dona de casa. Steve Ditko era o segundo filho mais velho de uma família da classe operária e foi precedido pela irmã Anna Marie — seguido, de acordo com o censo de 1940, pelos irmãos Elizabeth e Patrick.
Inspirado pelo amor de seu pai pelas histórias em quadrinhos de jornal, em particular o Príncipe Valente de Hal Foster, Steve Ditko descobriu que seu interesse pelos quadrinhos em 1940, com a introdução do Batman e The Spirit de Will Eisner, surgido nos como Suplemento Dominical. Na escola secundária, Ditko participava de um grupo estudantil que criou modelos de aviões alemães de madeira para auxiliar aeronaves civis da Segunda Guerra Mundial.
Alistando-se no exército americano em 26 de outubro de 1945, Steve Ditko fez o serviço militar na Alemanha do pós-guerra, onde desenhou quadrinhos para um jornal do Exército.
Após sua saída do exército, Ditko soube que seu ídolo, Jerry Robinson, ensinava na Cartoonist and Illustrators School. Mudando-se lá em 1950, Steve se matriculou na escola de arte sob o G.I. Bill, e Robinson encontrou no jovem estudante "um árduo trabalhador que realmente se concentra em seu desenho" e alguém que "poderia tanto trabalhar bem com outros escritores, como escrever suas próprias histórias e criar seus próprios personagens". Jerry Robinson ajudou Ditko a adquirir uma bolsa para o ano seguinte. "Ele estava na minha classe por dois anos, quatro ou cinco dias por semana, cinco horas por noite, foi muito intenso." Robinson, que convidou artistas e editores para falar com sua classe, trouxe Stan Lee, o então editor dos anos 50 da Atlas Comics — atual Marvel Comics.

## Carreira

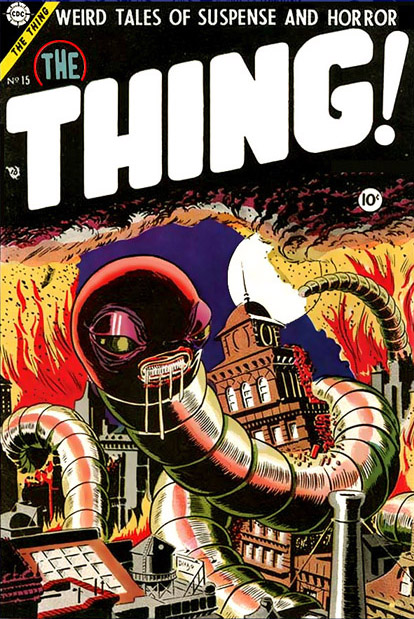
Capa de The Thing #15, arte de Steve Ditko (julho-agosto de 1954).

Ditko começou a ilustrar profissionalmente as histórias em quadrinhos no início de 1953, desenhando a história de ficção científica do escritor Bruce Hamilton "Stretching Things" para a Stanmor Publications, que vendeu a história para Ajax / Farrell, onde finalmente encontrou a publicação Fantastic Fears # 5 ( datado de fevereiro de 1954 ). O primeiro trabalho publicado por Ditko foi a sua segunda história profissional, o "Paper Romance" de seis páginas de Daring Love # 1 (outubro de 1953), publicado pela revista Key Gillmor Magazine.
Pouco depois, Ditko encontrou trabalho no estúdio dos célebres escritores-artistas Joe Simon e Jack Kirby, criadores do Capitão América e responsáveis  por inovações da indústria. Começando como um finalista ( inker sometimes credited as the finisher or embellisher or tracer, Inker on backgrounds), Ditko estava trabalhando e aprendendo com Mort Meskin, artista que ele admirava há muito tempo. "Meskin foi fabuloso", lembrou Ditko uma vez. "Eu não podia acreditar na facilidade com que ele desenhava: composições fortes, lápis soltos, porém completos, detalhes sem confusão. O trabalho de assistente conhecido de Ditko inclui ajudar o Meskin a finalizar o trabalho do lápis de Jack Kirby do capitão 3-D # 1 (dezembro 1953) da Harvey Comics. Para sua terceira estória autoral publicada, Ditko desenhou e escreveu o livro de seis páginas "A Hole in His Head" em Black Magic vol. 4, # 3 (Dez. 1953), publicado por Crestwood Publications de Simon & Kirby impreso pela Prize Comics.
Ditko então começou uma longa associação com a editora Charlton Comics, junto com Derby, em Connecticut, uma divisão de baixo orçamento de uma empresa mais conhecida por revistas musicais. Começando com a capa de The Thing #12 (fevereiro de 1954) e a história de vampiro de oito páginas "Cinderella" naquela edição, Ditko continuaria a trabalhar intermitentemente para Charlton até o fim da companhia em 1986, produzindo ficção científica, horror e mistério , Além de co-criar o Capitão Atomo , com o escritor Joe Gill, em Space Adventures #33 (março de 1960). Começou um hiato com a companhia e os quadrinhos, em meados de 1954, quando contraiu a tuberculose e retornou à casa dos seus pais em Johnstown para recuperar-se.

### Marvel Comics
Depois de se recuperar e voltar para Nova York no final de 1955, Ditko começou a desenhar para a Atlas Comics, o precursor dos anos 50 da Marvel Comics, começando com quatro páginas, onde haviam mudanças em Journey into Mystery #33 (Abril de 1956); Este conto de estreia seria reimpresso na Maldição da Maravilha do Estranho # 4 (março de 1994). Ditko continuaria a contribuir com um grande número de histórias, muitos considerados clássicos, para Strange Tales de Atlas / Marvel e as recém-lançadas Amazing Adventures, Strange Worlds, Tales of Suspense e Tales to Astonish, , Seguido de um ou dois thrillers ou histórias de ficção científica desenhados por Don Heck, Paul Reinman ou Joe Sinnott, todos encabeçados por um conto curto, surreal, às vezes auto-reflexivo feitos por Ditko e Stan Lee.
Essas histórias curtas de Lee-Ditko provaram ser tão populares que a Amazing Adventures, a partir da edição 7 (dezembro de 1961) foi reformatada para apresentar essas histórias exclusivamente, quando a foi rebatizada de Amazing Adult Fantasy - um nome destinado a refletir sua natureza mais "sofisticada", Como também o novo slogan "A revista que respeita a sua inteligência". Lee, em 2009, descreveu essas " tiras de preenchimento de cinco páginas que Steve e eu fizemos juntos ", originalmente " colocadas em qualquer um de nossos quadrinhos que tinham algumas páginas extras para preencher ", como " histórias de fantasia estranha que eu sonharia com terminações do tipo O. Henry." Dando um exemplo adiantado de o que seria sabido mais tarde como o "método de Marvel" da colaboração do escritor-artista, Lee disse, "tudo que eu tive que fazer era dar a Steve uma descrição de uma linha da trama e estaria e funcionando Ele pegaria os contornos esqueléticos que eu lhe dera e os transformaria em pequenas obras de arte clássicas que acabaram sendo muito mais legais do que eu sequer tinha esperado."

### Nasce oHomem-Aranha
Depois de obter a permissão do editor Martin Goodman para criar um super-herói adolescente chamado Homem-Aranha, Stan Lee, inicialmente, se aproximou de Jack Kirby, seu principal parceiro criativo. Kirby contou a Lee sobre sua própria concepção de personagens dos anos 50, variando entre Aranha de Prata ou Homem- Aranha, na qual um garoto órfão encontra um anel mágico que lhe dá superpoderes. O historiador de quadrinhos Greg Theakston diz que Stan Lee e Jack Kirby "imediatamente sentaram-se para uma conferência". Lee, posteriormente, direcionou Kirby para dar forma para o Homem-Aranha e desenhar algumas páginas. Um ou dois dias depois, Jack Kirby mostrou a Stan Lee as primeiras seis páginas e, como Lee lembrava, "Eu odiava a maneira como ele estava fazendo isso. Não que ele fizesse mal — não era o personagem que eu queria; era muito heroico".
Lee, então se volta para Steve Ditko, que desenvolveu um estilo visual que Lee considerou satisfatório, embora Lee substituísse a capa original de Ditko por uma desenhada por Jack Kirby. Ditko disse: "As páginas do Homem-Aranha que Stan me mostrou não eram nada como o personagem, eventualmente, publicado. Na verdade, os únicos desenhos de Homem-Aranha estavam no expansão, na página 1, e no final, onde Kirby teve o cara pulando em você com uma arma de teia.
Enfim, as primeiras cinco páginas se passavam em uma casa, onde um garoto encontra um anel e se transforma em Homem-Aranha.
Ditko também lembrou que: "Uma das primeiras coisas que fiz foi inventar uma fantasia, uma parte vital e visual do personagem. Eu tinha que saber como ele se parecia... antes de fazer qualquer edição. Por exemplo, um poder de aderência para que ele não tivesse sapatos rígidos ou botas, um atirador de pulso escondido contra uma arma de teia e coldre, etc. Eu não tinha certeza, Stan gostara da ideia de cobrir o rosto do personagem, mas eu fiz isso porque escondia um rosto obviamente jovem demais. Isso também acrescentaria mistério ao personagem."
Mais cedo, em um raro relato recente, Ditko descreveu as suas contribuições e as de Stan Lee em uma entrevista por correio com Gary Martin publicada no Comic Fan # 2 (verão de 1965): "Stan Lee pensou o nome. Eu fiz a fantasia, o disparador de teia no pulso e o sinal de aranha." Ele acrescentou que continuaria a desenhar o Homem-Aranha se não viesse outro trabalho.
Naquele mesmo ano, ele disse  para o fanzine Voice of Comicdom, em relação a uma pesquisa de favoritos ( Bets Liked ) criações para fãs, " É uma vergonha, uma vez que os próprios quadrinhos têm tão pouca variedade de histórias e estilos, você simplesmente restringir seus próprios esforços criativos para quadrinhos profissionais o que é os favoritos pela maioria dos leitores e o que eles estão mais familiarizados em vender e qualquer política baseada nos gostos dos leitores tem que acabar com um monte de aparência tiras.Você tem uma grande oportunidade para mostrar a todos uma nova gama de idéias, ilimitados tipos de histórias e estilos"
Entre 1958 a 1968, Ditko compartilhou um estúdio de Manhattan na 43ª  rua com a 8ª Avenida com o famoso artista de fetiches Eric Stanton, um colega da escola de arte. Quando qualquer artista estava sob pressão de prazo, não era incomum para eles lançar e ajudar o outro com sua atribuição. O biógrafo de Ditko, Blake Bell, sem citar fontes, disse: "Num dado momento da história, Ditko negou ter tocado no trabalho de Stanton, mesmo que o próprio Stanton dissesse que cada um daria opiniões em seus trabalhos.
A introdução a um livro do trabalho de Stanton diz, "Eric Stanton desenhou suas imagens na tinta da India, e foram coloridos pela mão por Ditko". Em uma entrevista de 1988 com Theakston, Stanton lembrou que, embora sua contribuição para o Homem-Aranha fosse "quase nula", ele e Ditko tinham "trabalhado em storyboards juntos e eu adicionei algumas idéias, mas tudo foi criado por Steve por conta própria ... Eu acho que eu adicionei o negócio sobre as teias saindo de suas mãos ".
Spider-Man estreou em Amazing Fantasy # 15 (agosto de 1962), a edição final da série de antologia de ficção científica / fantasia. Quando a edição provou ser uma venda incrível, Spider-Man ganhou sua própria  série, o homem aranha surpreendente.
A colaboração de Lee e Ditko na série deu a luz de muitos antagonistas os mais conhecidos, como o doutor Octopus na edição # 3 (julho 1963), Homem-areia no # 4 (setembro 1963),  o lagarto em # 6 (novembro de 1963),  Electro em # 9 (março de 1964) eo clássico Duende Verde em # 14 (julho de 1964). Ditko acabou por exigir crédito para a trama que ele estava contribuindo com o Método Marvel. Lee concordou, e começando com # 25 (junho de 1965), Ditko recebeu o crédito da trama para as histórias.
Uma das mais célebres da historias de Lee-Ditko é # 33 (fevereiro de 1966), a terceira parte da história é "If This Be My Destiny ...!", E apresentando a cena dramática de Spider-Man, Através da força da vontade e pensamentos de família, escapando de ser preso por máquinas pesadas. O historiador Les Daniels, de quadrinhos observou: "Steve Ditko espreme cada gota da angústia do Homem-Aranha, completo com visões do tio com quem ele falhou e a tia que jurou salvar."  Peter David observou, Esta seqüência de duas páginas de Amazing Spider-Man # 33 é talvez a seqüência mais adorada da era de Stan Lee / Steve Ditko. " Steve Saffel declarou a" imagem Ditko  enche cada página The Amazing Spider-Man # 33, apos sua origem,é uma das mais poderosas ja escritas na série e influenciaara inda escritores e artistas por muitos anos. "Matthew K. Manning escreveu que" as ilustrações de Ditko para as primeiras páginas desta história de Lee incluíram o que se tornaria um Das cenas mais emblemáticas da história do Homem-Aranha ". A história foi escolhida como a 15ª das 100 Maiores Maravilhas já lidas da Marvel em 2001. O editor Robert Greenberger escreveu em sua introdução à história:" Estas primeiras cinco páginas são um equivalente moderno a Shakespeare como o solilóquio de Parker prepara o palco para sua próxima ação. E com ritmo e narrativa dramática, Ditko oferece uma das grandes seqüências da historias dos quadrinhos.

#### Doutor Estranhoe outros personagens
Depois de desenhar a edição final de The Incredible Hulk (# 6, março de 1963), Ditko criou o herói sobrenatural Doctor Strange, em Strange Tales # 110 (julho de 1963). Ditko e Lee pouco depois relançaram uma série de Hulk como um curta-metragem na antologia Tales to Astonish, começando com o número 60 (outubro de 1964).Ditko criou o antagonista principal do Hulk, o Líder, em # 62 (dezembro de 1964). Ditko, finalizado por George Roussos, desenhou a edição # 67 (maio de 1965).
Ditko também desenhou o personagem Iron Man em Tales of Suspense # 47-49 (novembro de 1963 - janeiro de 1964), com vários arte finalistas. O primeiro deles estreou a versão inicial da moderna armadura vermelha e dourada do Homem de Ferro, embora seja incerto se Ditko ou o desenhista de capa Jack Kirby desenharam o traje.
Embora muitas vezes ofuscado por seu trabalho Amazing Spider-Man, Ditko "Doctor Strange"  tem sido igualmente aclamado, por suas paisagens místicas surrealista e visuais cada vez mais psicodélicos que ajudaram a tornar o recurso um favorito dos estudantes universitários. "As pessoas que lêem 'Doutor Estranho' pensavam que as pessoas na Marvel deveriam ser " cabeças " (ou seja, usuários de drogas)", lembrou o então editor associado e ex-escritor do Dr. Strange, Roy Thomas, em 1971, "porque tinham tido experiências semelhantes em cogumelos... Eu não uso alucinógenos, nem acho que estes artistas o fazem."
Eventualmente Lee e Ditko levariam Strange a reinos cada vez mais abstratos. Em um épico episódio de 17 histórias em Strange Tales # 130-146 (março de 1965 - julho de 1966), Lee e Ditko introduziram o ser cósmico Eternidade, que personificou o universo e foi retratado como uma silhueta cujos contornos são preenchidos com o cosmos. Como o historiador Bradford W. Wright descreve,
"Steve Ditko contribuiu com algumas de suas obras mais surrealistas para o livro de quadrinhos e deu-lhe uma desorientação, qualidade alucinógena. As aventuras do Dr. Strange ocorrem em mundos bizarros e dimensões tortuosas que se assemelhavam às pinturas de Salvador Dalí. ... Inspirado pelos mágicos de ficção de papel da infância de Stan Lee, bem como pela cultura beat contemporânea. Dr. Strange previu incrivelmente o fascínio da contracultura juvenil com o misticismo oriental e a psicodelia. Nunca visto entre os personagens mais populares ou acessíveis da Marvel, o Dr. Strange ainda encontrou um nicho entre uma audiência que procura uma alternativa desafiadora à tarefa do super-herói mais convencional."
O cartunista e arte finalista Seth, em 2003, descreveu o estilo de Ditko como "bizarro para os quadrinhos tradicionais." Enquanto o material de Kirby atraía claramente a sensibilidade de um menino porque havia tanto poder bruto, o trabalho de Ditko era realmente delicado e cartunado ( fantastico ), Você sempre pode reconhecer qualquer coisa que Ditko projeta, porque é sempre detalhado e muito, muito artisticamente fantástico. Há um monte de detalhes bordados na arte, que é quase psicodélico. "
Seja qual for o recurso que ele desenhou, o estilo de arte idiossincrático, detalhado, imediatamente reconhecível de Ditko, enfatizando humor e ansiedade, encontrou grande preferencia com os leitores. O personagem de Spider-Man e sua conturbada vida pessoal bem com os interesses próprios de Ditko, que Lee finalmente reconheceu, dando o artista créditos de sua co-criação. Mas depois de quatro anos no título, Ditko deixou Marvel; ele e Lee não estavam se falando há algum tempo, tendo a arte e as mudanças editoriais tratadas através de intermediários. Os detalhes do rompimento permaneceram incertos, até mesmo para Lee, que confessou em 2003: "Eu nunca conheci Steve em um nível pessoal." Ditko afirmou mais tarde que foi Lee quem interrompeu o contato e contestou a crença de longa data que o desacordo era sobre a verdadeira identidade do Duende Verde: "Stan nunca soube o que ele estava obtendo em minhas histórias e capas de Homem-Aranha até que [gerente de produção] Sol Brodsky me tirou o material ... então não podia Não houve qualquer desacordo ou acordo, nenhum intercâmbio ... nenhum problema entre nós a respeito do Duende Verde ou qualquer outra coisa antes da edição # 25 aos meus últimos números ".  O seu sucessor na arte do Homem-Aranha, John Romita, em uma deposição de 2010, lembrou que Lee e Ditko "acabaram não sendo capazes de trabalhar juntos porque discordavam de quase tudo, cultural, social, historicamente, tudo, discordavam dos personagens." " Uma despedida amigável foi dada a Ditko no" Bulletins Bullpen "do Quarteto Fantásticos # 52 (julho de 1966):" Steve nos disse recentemente que estava saindo por razões pessoais. Ele vai, e nós desejamos a este talentoso homem, sucesso com seus esforços futuros. " Independentemente disso, disse Lee em 2007, "Há alguns anos eu o encontrei nos escritórios da Marvel quando estive em Nova York e falamos, ele é um cara legal e foi muito agradável ... Eu não tive mais notícias dele desde aquele encontro.

##### CharltoneDC Comics
Ditko trabalhou em personagens como o Besouro Azul (1967-1968), Questão (1967-1968) e Capitão Atomo (1965-1967), Voltando ao personagem que co-criou em 1960. Além disso, entre 1966-1967, ele desenhou 16 histórias, a maioria delas escritos por Archie Goodwin para revistas de quadrinhos de horror, a maioria dos quais foram feitos Usando lavagem de tinta.
Em 1967, Ditko deu asas a seus idéais Objetivistas, ao criar o Sr. A, publicado em wallyend Wally Wood título independente # 3. Linha dura contra criminosos foi controversa e ele continuou a produzir Mr. A até o final dos anos 70, voltando eventualmente ao Sr. A em 2000 e em 2009.
Ditko mudou-se para DC Comics em 1968, onde co-criou o Creeper em Showcase # 73 (abril de 1968) com Don Segall, sob o editor Murray Boltinoff. O escritor e executivo da DC Comics, Paul Levitz, observou que a arte de Ditko nas histórias da Creeper fazia com que "eles pareciam diferente de qualquer outra coisa publicada pela DC na época". Ditko co-criou a equipe Hawk and Dove em Showcase # 75 (junho de 1968), com o escritor Steve Skeates. Nessa época, ele desenhou a história principal, escrita por Wally Wood, na publicação de quadrinhos maduras de Wood, Heroes, Inc. Presents Cannon (1969).
A estada de Ditko com a DC foi curta - ele trabalharia em todas as seis edições do próprio título de Creeper, Beware the Creeper (junho de 1968 - abril de 1969), embora deixando a meio final - e as razões para sua partida incerta. Mas enquanto em DC, Ditko recomendou Charlton como apoio a  Dick Giordano para a empresa, que iria se tornar um top DC desenhista, finalista, editor e, finalmente, em 1981, o editor-chefe.
Desta vez até meados da década de 1970, Ditko trabalhou exclusivamente para Charlton e várias pequenas editoras de publicação independentes. Frank McLaughlin, diretor de arte da Charlton durante este período, descreve Ditko como vivendo "em um hotel local em Derby por um tempo. Era um indivíduo muito feliz e afortunado com um grande sentido de humor naquele tempo."
Para Charlton em 1974 ele fez Liberty Belle histórias de backup em E-Man e concebido Killjoy. Ditko produziu muito trabalho para os títulos de ficção científica e de horror de Charlton, bem como para a linha de lançamento de Marvel, Martin Goodman, Atlas / Seaboard Comics, onde co-criou o super-herói The Destructor com o escritor Archie Goodwin e escreveu os quatro números Da série homônima (fevereiro-agosto de 1975), os dois primeiros foram cobertos por Wally Wood. Ditko trabalhou na segunda e terceira edição de Tiger-Man e na terceira edição de Morlock 2001, como finalista de arte de Bernie Wrightson.
Ditko retornou a DC Comics em 1975, criando um título de curta duração, Shade, The Changing Man (1977-1978). Shade foi mais tarde reavivido, sem o envolvimento de Ditko, no título Vertigo de audiência madura da DC. Com o escritor Paul Levitz, ele co-criou a série de quatro volumes espadas e bruxaria, Stalker (1975-1976). Ditko e escritor Gerry Conway produziram a primeira edição de uma série de curta duração Man-Bat.  Ele também reviveu o Creeper  e fez vários outros trabalhos como uma curta série, Demon em 1979 e histórias de horror para a DC e antologias de ficção científica. O editor Jack C. Harris contratou Ditko como artista convidado em várias edições da Legião de Super-Heróis, uma decisão que obteve uma reação mista dos leitores do título. Ditko também desenhou a versão de Prince Gavyn do Starman em Adventure Comics # 467-478 (1980).  Em seguida, ele trabalhou para vários editores, contribuindo brevemente para DC novamente em meados da década de 1980, com quatro pinups de seus personagens para Who's Who no DC Universe e um pinup para o Superman # 400 (outubro de 1984) em sua carteira complementar.
Ditko voltou à Marvel em 1979, assumindo Jack Man Machine Kirby, desenhando The Micronauts e Capitão Universo, e continuando a freelancer para a empresa no final dos anos 90. A partir de 1984, ele desenhou os últimos dois anos da série Rom. Uma história de Godzilla por Ditko e Marv Wolfman foi transformada em uma história de Dragon Lord publicada em Marvel Spotlight. Ditko e escritor Tom DeFalco introduziu o personagem Speedball em The Amazing Spider-Man Anual # 22 (1988)  e Ditko desenhou uma série de dez volumes com base no personagem.
Em 1982, ele também começou a trabalhar como freelancer para a Pacific Comics, começando com o Captain Victory e os Galactic Rangers # 6 (setembro de 1982), no qual ele introduziu o super-herói Missing Man, com Mark Evanier script para Ditko's plot and art . As histórias de Missing Man subseqüentes apareceram no Pacific Presents # 1-3 (outubro de 1982 a março de 1984), com Ditko roteirizando o primeiro e colaborando com o amigo de longa data Robin Snyder no roteiro para os dois últimos. Ditko também criou The Mocker for Pacific, em Silver Star # 2 (abril de 1983).
Para  a Eclipse Comics, ele contribuiu com uma história do personagem Static (sem relação com o personagem mais recente de Milestone Comics) no Eclipse Monthly # 1-3 (agosto-outubro de 1983), introduzindo o super vilão o Exploder em # 2. Com o escritor Jack C. Harris, Ditko desenhou o recurso de backup "The Faceless Ones" em First Comics 'Warp # 2-4 (abril-junho de 1983). Trabalhando com o mesmo escritor e outros, Ditko desenhou um punhado das histórias de Fly, Fly-Girl e Jaguar para The Fly # 2-8 (julho de 1983 a agosto de 1984), para a linha de super-heróis dos anos 80 de Archie Comics; Em uma raríssima instância de Ditko enfeitando outro artista, escreveu o desenhista Dick Ayers sobre a história de Jaguar em The Fly # 9 (outubro de 1984). Western Publishing em 1982 anunciou uma série de Ditko e Harris apareceria em uma nova ficção científica de quadrinhos, Astral Frontiers, mas esse título nunca se materializou. Já em 1992, Ditko trabalhou com o escritor Will Murray para produzir um de seus últimos personagens originais para Marvel Comics, a super-heroína satírica Squirrel Girl, que estreou no Marvel Super-Heroes vol. 2, # 8, a.k.a. Marvel Super-Heroes Especial de Inverno (Jan. 1992).
Em 1993, ele fez para a  Dark Horse Comics one-shot O Lugar mais Seguro do Mundo. Para a série Defiant Comics Dark Dominion, ele lançou o volume # 0, que foi lançado como um conjunto de cartas colecionaveis. Em 1995, ele desenhou uma série de quatro números para a Marvel baseada na série de TV de animação Phantom 2040. Isso incluiu um cartaz que foi escrito por John Romita Sr. Strange Avenging Tales Steve Ditko foi anunciado como uma série trimestral de livros Fantagraphics, embora só correu um problema (fevereiro de 1997) devido a discordâncias publicamente não especificadas entre Ditko eo editor.
O New York Times avaliou em 2008 que, "nos anos 70 ele era considerado como uma bola estranha um pouco antiquada, pelos anos 80, ele era um comercial tem sido, pegando miseráveis trabalho para aluguel gigs. .. seguindo o exemplo de John Galt de [Ayn] Rand, Ditko invadiu o trabalho de ganhar dinheiro, salvando seu cuidado com as malditas chapas objectivistas que publicou com pequenas prensas.E menino, poderia Ditko hack: vendo amostras de seu livro de colorir Transformers e seu Big Boy comic é como ouvir Orson Welles vender ervilhas congeladas. "
Steve Ditko auto-retrato, The Amazing Spider-Man Annual # 1 (1964)
Ditko aposentou-se dos quadrinhos principais em 1998. [84] Seu trabalho posterior para Marvel e DC incluiu super-heróis estabelecidos como o Sub-Mariner (em Marvel Comics Presents) e novos, licenciados personagens, como o poderoso Morphin Power Rangers. O último personagem principal que ele criou foi "Longarm in Shadows & Light # 1" (Fev. 1998), de Marvel, em uma história de Iron Man de 12 páginas intitulada "A Man's Reach ...", escrita por Len Wein. Seu trabalho final principal foi uma história de cinco deus New Gods para DC Comics,  "Infinitely Gentle Infinitely Suffering", finalizado por Mick Grey e acredita-se ser destinado para o 2000-2002 Orion série , mas não foi publicado até o 2008 comércio paperback Tales of the New Gods.
Desde então, o trabalho solo de Ditko foi publicado intermitentemente por Robin Snyder, que foi seu editor em Charlton, Archie Comics e Renegade Press na década de 1980. As publicações de Snyder incluíram uma série de livros originais, bem como reimpressões como Static, The Missing Man, The Mocker e, em 2002, Avenging World, uma coleção de histórias e ensaios abrangendo 30 anos.
Em 2008, Ditko e Snyder lançaram The Avenging Mind, uma publicação de ensaio de 32 páginas com várias páginas de novas obras de arte; E Ditko, Etc ..., um livro de quadrinhos de 32 páginas composto por vinhetas breves e cartoons editoriais. Os lançamentos continuaram nesse formato, com histórias que introduzem personagens como o Herói, Miss Eerie, o Cabo, o Louco, o Negociador Cinzento, o! E o Esboço. Ele disse em 2012 de seus esforços auto-publicados, "Eu faço isso porque isso é tudo o que eles vão me deixar fazer."
Além do novo material, Ditko e Snyder reimprimiram material Ditko anterior. Em 2010 eles publicaram uma nova edição do 1973 Um comic e uma seleção de covers Ditko em The Cover Series. Em 2011 eles publicaram uma nova edição do 1975 comic ... Wha ...!? Série H. de Ditko.
Duas histórias "perdidas" desenhadas por Ditko em 1978 foram publicadas pela DC em coleções de capa dura da obra do artista. Uma história Creeper agendada para o nunca publicado Showcase # 106 aparece em The Creeper por Steve Ditko (2010) [88] e um Shade inédito, a história de Changing Man aparece em The Steve Ditko Omnibus Vol. 1 (2011). [89] A história de Hulk e Tocha Humana escrita por Jack C. Harris e desenhada por Ditko na década de 1980 foi publicada pela Marvel como Incredible Hulk e a Tocha Humana: From the Marvel Vault # 1 em agosto de 2011.

## Vida pessoal
Em meados de 2012, Ditko continua a trabalhar em um estúdio no bairro Midtown West de Manhattan. Ele se recusou a dar entrevistas ou fazer aparições públicas desde a década de 1960, explicando, em 1969, que: "Quando eu faço um trabalho, não é minha personalidade que eu estou oferecendo aos leitores, mas a minha arte. Não é como eu sou que conta, é o que eu fiz e quão bem foi feito... Eu produzo um produto, uma história de arte em quadrinhos. Steve Ditko é a marca." Ele, no entanto, contribuiu com numerosos ensaios para Robin Snyder do fanzine The Comics.
Ditko é um fervoroso partidário e defensor da filosofia do Objectivismo.
Ele tem um sobrinho que é um artista, também chamado Steve Ditko. Assim como Will Eisner, Ditko tem um filho, mas isso pode ter confundido o sobrinho, como Ditko não é conhecido por ter se casado ou teve filhos.

## Morte
Steve Ditko foi encontrado morto em seu apartamento em 29 de junho de 2018, aos 90 anos, mas a notícia foi confirmada pela polícia à revista The Hollywood Reporter na sexta-feira.

## Prêmios e honras
- 1962 — Alley Award ("Prêmio Alley") pela Melhor História Curta: "Origin of Spider-Man" ("Origem do Homem-Aranha") de Stan Lee e Steve Ditko, Amazing Fantasy #15 (Marvel Comics).
- 1963 — Alley Award pela Melhor HQ de super-herói: The Amazing Spider-Man
- 1963 — Alley Award pelo Melhor herói: Homem-Aranha
- 1964 — Alley Award pela Melhor HQ de super-herói: The Amazing Spider-Man
- 1964 — Alley Award pela Melhor HQ de grande formato: The Amazing Spider-Man Annual #1
- 1964 — Alley Award pelo Melhor herói: Homem-Aranha
- 1965 — Alley Award pela Melhor HQ de super-herói: The Amazing Spider-Man
- 1965 — Alley Award pelo Melhor herói: Homem-Aranha
- 1985 — Eagle Award ("Prêmio Eagle"): Galeria de Honra[5]
- Em 1987, Ditko foi laureado na Comic-Con International com um Inkpot Award ("Prêmio Inkpot") in absentia, aceito em seu nome por Deni Loubert, publisher da Renegade Press, que tinha publicado Ditko's World no ano anterior. Ditko recusou o prêmio e devolveu-o para Loubert, telefonando para o mesmo para dizer, "Prêmios sangram o artista e nos fazem competir uns contra os outros. São as coisas mais horríveis no mundo. Como se atreve a aceitar isso em meu nome". A sue pedido, Loubert devolveu o prêmio aos organizadores da convenção.[6]
- 1990 — Hall da Fama de Jack Kirby do Prêmio Harvey
- 1994 — Hall da Fama do Prêmio Will Eisner
- 2015 — Hall da Fama de Joe Sinnott do Prêmio Inkwell

## Documentário da BBC
Em setembro de 2007, o jornalista inglês Jonathan Ross apresentou um documentário de uma hora para o Canal 4 da BBC intitulado In Search of Steve Ditko ("Em Busca de Steve Ditko"). A produção cobriu o trabalho de Ditko na Marvel, DC, Charlton Comics e na witzend de Wally Wood, bem como sua posição político-filosófica baseada na doutrina do Objetivismo. Inclui depoimentos de Alan Moore, Mark Millar, Jerry Robinson e Stan Lee, entre outros. Ross, ao lado do colega de aventuras Neil Gaiman, encontrou Ditko em seu escritório em Nova York, mas ele recusou-se a ser filmado, entrevistado ou fotografado para o documentário.